# Nullarborica
Nullarborica là một chi bọ cánh cứng trong họ 
Elateridae.
Chi này được miêu tả khoa học năm 1911 bởi Blackburn.

## Các loài
Chi này có các loài:
- Nullarborica concinna Blackburn, 1911